# دار كارديف باي للأوبرا
دار كارديف باي للأوبرا (بالإنجليزية: Cardiff Bay Opera House)‏ هو تصميم فازت به زها حديد عام 1994 في كارديف، ويلز، المملكة المتحدة. والمشروع هو مركز مُقترح للفنون المسرحية في خليج كارديف بويلز. وقد عُد جزءًا  أساسيًا من مشروع إعادة تطوير خليج كارديف. وكان أحد أهداف المخطط إنشاء  شركة دار الأوبرا الوطنية، والتي كان ستعتمد لاحقًا على المسرح الجديد بكارديف. وتوقف المشروع لعدم حصول حديد على تمويله. إلا أنه قد تم بناء مركز الألفية بويلز بديلًا عنه وتم افتتاحف في 2004.